# Sidotopo Wetan
Sidotopo Wetan is een bestuurslaag in het regentschap Soerabaja van de provincie Oost-Java, Indonesië. Sidotopo Wetan telt 59.083 inwoners (volkstelling 2010).